# Estadio Libertador Simón Bolívar
 El Estadio Libertador Simón Bolívar es un equipamiento deportivo ubicado en la zona de Tembladerani de la ciudad de La Paz a 3706 m s. n. m. perteneciente al Club Bolívar.
El 1 de enero de 2021 se inició el proceso de demolición del antiguo estadio, para la construcción de un nuevo recinto, parte del "Plan Centenario" del club. Nuevo estadio que tendrá una capacidad de 25.000 personas, su construcción empezó el 1 de agosto de 2023.

## Historia
En los primeros tiempos sirvió para cotejos de la Asociación de Fútbol de La Paz (AFLP), y el primer partido oficial fue precisamente un clásico boliviano (Bolívar-The Strongest) que se efectuó el 15 de enero de 1976 por el campeonato nacional “Sesquicentenario de la República”. Se produjo un empate en un gol, el primer tanto fue anotado por el delantero argentino Luis Fernando Bastida, y asistieron 13.730 espectadores.
Con respecto a encuentros de Liga, el campo bolivarista tiene un rico historial en sus antecedentes, con 134 cotejos y 500 goles anotados en su cancha. El primer cotejo liguero (The Strongest 2-Municipal 1) se jugó el domingo 18 de septiembre de 1977, y el último registrado es el de La Paz Fútbol Club y Oriente, del 30 de septiembre de 2007.
En 2023 se empezó la demolición del antiguo Estadio Libertador Simón Bolívar. Las obras, parte del "Plan Centenario" del club, empezaron oficialmente el 1 de agosto de 2023. El estadio será entregado en el aniversario 100 del Club Bolívar, el 12 de abril de 2025. 
Actualmente el Club Bolívar juega en condición de local en el Estadio Hernando Siles de La Paz que tiene una capacidad de 41 143 espectadores. En aquel escenario han ganado importantes títulos de la Liga Boliviana y fue sede del partido de ida en la final de la Copa Sudamericana 2004.

### Aforo

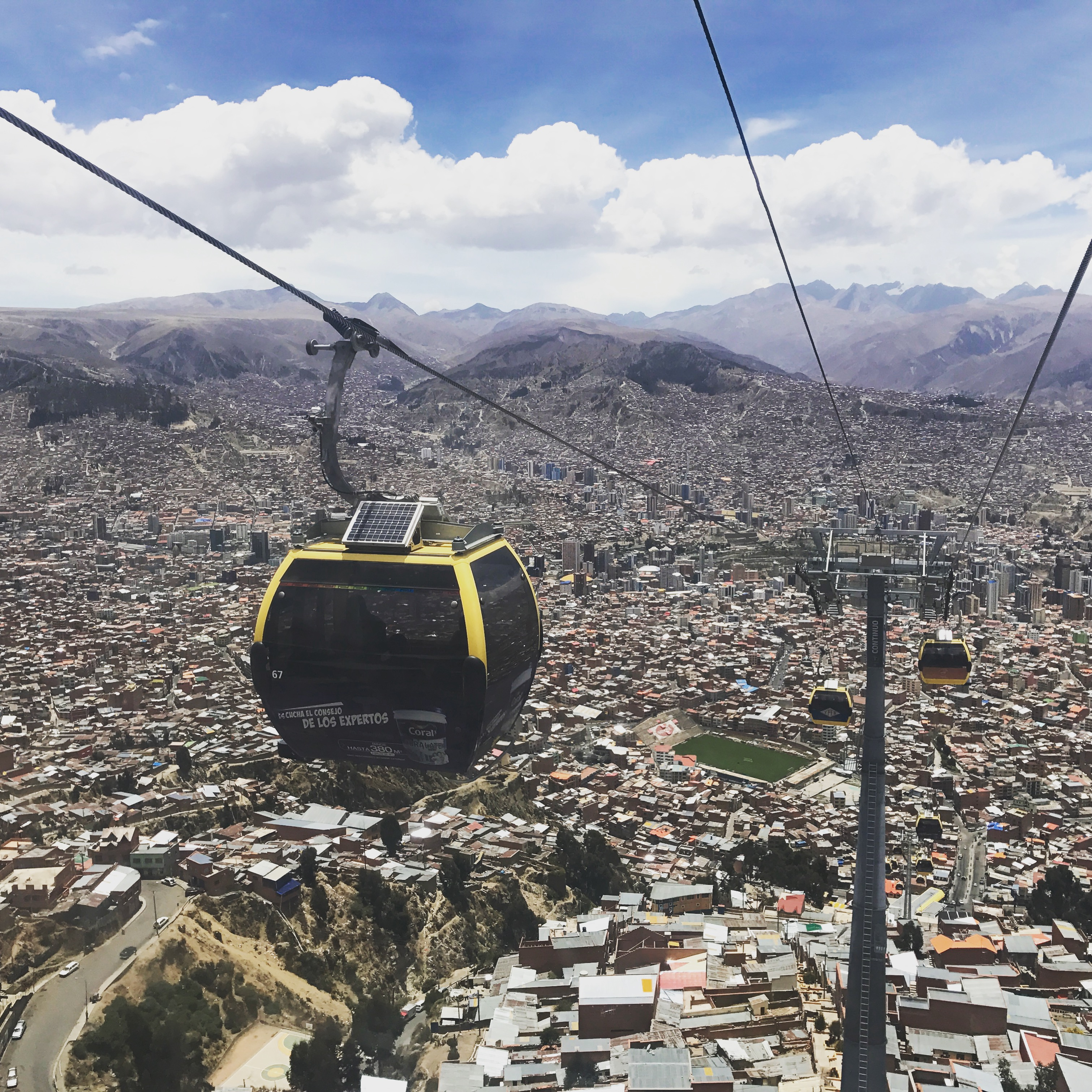
Estadio Simón Bolívar (abajo, en la parte derecha) visto desde el Teleférico de la ciudad de La Paz.

Antes de su demolición para la construcción del nuevo estadio, este no podía albergar partidos oficiales, pues no cumplía las mínimas medidas de seguridad, ya que su estructura se encontraba muy deteriorada.

## Partidos internacionales
En el antiguo estadio de Tembladerani se jugaron cuatro partidos de la selección boliviana mientras se procedía a la remodelación del Estadio Hernando Siles, todos los partidos fueron en 1977: Bolivia 0-Paraguay 1 (Copa Paz del Chaco); Bolivia 1-Uruguay 0 (Eliminatorias de 1978); Bolivia 2-Venezuela 0 (Eliminatorias de 1978) y Bolivia 1-Polonia 2 (amistoso).
En 1976 y 1977, Bolívar jugó en su escenario varios encuentros correspondientes a la Copa Libertadores de América. Recibió a los ecuatorianos Deportivo Cuenca y Liga Deportiva Universitaria y a los colombianos Deportivo Cali y Atlético Nacional y a los bolivianos Oriente Petrolero y Guabirá.

## Proyecto de modernización y demolición
Antes de que se llegará a consolidar el "Plan Centenario", existieron varios proyectos para una remodelación y adecuación del estadio según las normas FIFA. Se discutió, como en años anteriores, el poder contar con un Club Social y Deportivo el cual sirva de Centro de Alto Rendimiento, en miras de formar nuevos cuadros deportivos y hacer autosostenible al Club.
Como parte del "Plan Centenario", en honor al aniversario número 100 desde la fundación del Club Bolívar, se anunció la construcción de un nuevo estadio para que este albergue todos los partidos que el club juegue de local.

## Construcción del nuevo estadio
El 1 de agosto de 2023 se inició oficialmente la esperada construcción del nuevo Estadio Libertador Simón Bolívar, sede del Club Bolívar, el proyecto y las obras del nuevo estadio estarán a cargo de la empresa española L35, la cual propuso el diseño del mismo. Las obras estarán supervisada por la empresa boliviana SICO SRL, con quienes se llevó al acuerdo de que el estadio concluido debe ser entregado el 12 de abril de 2025, día en el que Club Bolívar cumplirá 100 años. La construcción del nuevo estadio es el proyecto más importante dentro el "Plan Centenario", diseñado por el actual presidente del club, emprendedor tecnológico, empresario e inversionista boliviano Marcelo Claure.
En palabras de expertos del portal Archdaily, especializado en arquitectura y diseño anunciaron de esta forma "el futuro campo deportivo tiene la capacidad de alojar conciertos y tendrá restaurantes, comercios y salas de eventos con funcionamiento autónomo que buscan prolongar la actividad del edificio más allá de los días de partido".